# Mojokerep
Mojokerep is een bestuurslaag in het regentschap Kediri van de provincie Oost-Java, Indonesië. Mojokerep telt 3359 inwoners (volkstelling 2010).